# Ньюлин
Нью́лин (англ. Newlyn, корн. Lulynn) — портовый город в Корнуолле, Великобритания.

## География и экономика

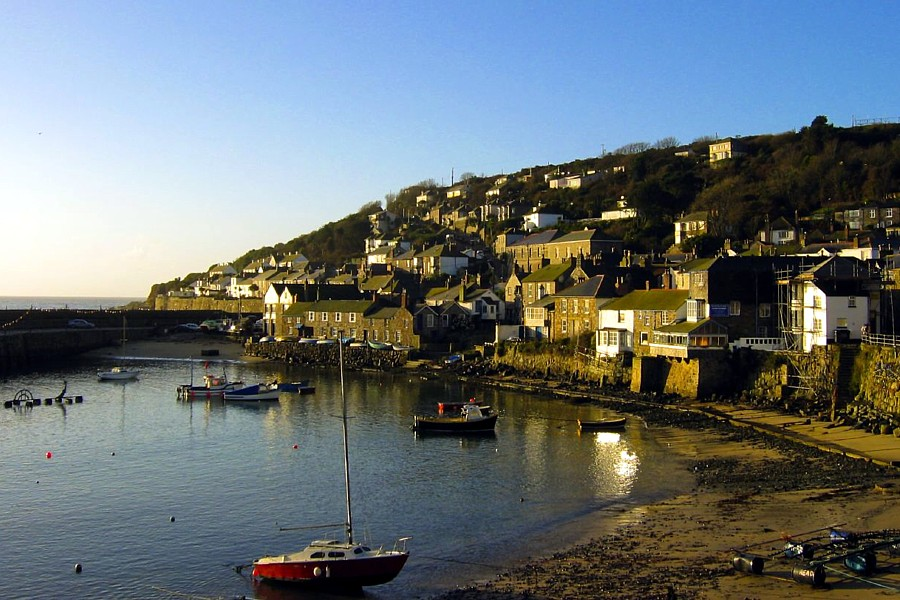
Ньюлин

Расположен на крайнем юго-западе полуострова Корнуолл, Ньюлин является самым южным городом Британских островов. Административно входит в состав городского прихода Пензанс. Образует вместе с Пензансом единый хозяйственный район. В Ньюлине находится крупнейший в Великобритании рыболовный порт (размером более чем в 16 гектаров) с незамерзающей гаванью, способной принимать рыболовные сейнеры в любое время года. В настоящее время порт Ньюлина является важнейшей разгрузочной площадью для британских рыболовных судов. В этом городе также находится рыбоперерабатывающий комбинат Pilchard Works — единственный в Корнуолле, где работают с крупной рыбой (крупными видами сардин, тунцами и т. п.).

## История и культура
Поселение под названием Nulyn в Корнуолле впервые упоминается в 1279 году. В 1595 он подвергся нападению испанской Великой армады. Ньюлин был последним городом Британии, в который в 1620 году зашёл перед отплытием в Атлантический океан корабль английских первопоселенцев в Америке (Отцы-пилигримы) «Мейфлауэр» (в Ньюлине матросы запаслись перед дальним плаваньем пресной водой, так как в Пензансе она оказалась грязной). В 1755 город был затоплен гигантской волной, возникшей вследствие Лиссабонского землетрясения.
Начиная с XV столетия Ньюлин становится крупным рыболовецким центром Корнуолла, где перерабатываются почти исключительно крупные сардины (Pilchards). Вплоть до 30-х годов XX столетия местное население занималось ловлей сардины, однако затем крупные косяки этой рыбы изменили свой маршрут и стали держаться вдали от берегов Корнуолла. В связи с этим рыбаки переключились и на другие виды промысловой рыбы.
Ньюлин известен также тем, что во второй половине XIX столетия здесь находилась колония британских художников-постимпрессионистов, получившая название Ньюлинская школа. В 1895 году В Ньюлине был открыт музей искусств (Newlyn Art Gallery), в котором можно увидеть работы мастеров этой школы (среди них Уолтера Лэнгли, Нормана Гарстина, Ламорна Бёрча и др.). В настоящее время музей специализируется также на собрании произведений современного искусства.
В выходные дни последней недели в августе в Ньюлине ежегодно проводится «Рыбный фестиваль».
Средний уровень воды в гавани Ньюлин с 1915 по 1921 годы принят за начало отсчёта в системе высот Ordnance Datum Newlyn, используемой в Великобритании.